# Yankee Doodle Dandy
Yankee Doodle Dandy és una pel·lícula estatunidenca dirigida per Michael Curtiz el 1942. És la biografia de George M. Cohan. El títol original prové del cant patriòtic Yankee Doodle.

## Antecedents i producció

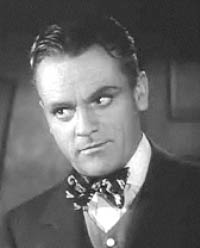
James Cagney

La cançó The Yankee Doodle Boy (també "Yanqui Doodle Dandi") va ser una peça registrada per Cohan, una cançó patriòtica a mig camí entre la cançó lírica i la melodia de la guerra de la revolució, Yanqui Doodle. Altres tonades de Cohan a la pel·lícula són "Give My Regards to Broadway", "Harrigan ", "Forty-five Minutes from Broadway", "You're a Grand Old Flag" i "Over There".
Cagney va ser l'artista triat per interpretar el personatge, com a estatunidenc d'origen irlandès que era i per la seva facilitat en la cançó i la dansa que vol aquest paper. El seu estil únic, que mig canta, mig recita les cançons, reflecteix l'estil que Cohan mateix utilitzava. El seu estil natural de dansa i el seu físic s'adeien amb el de Cohan. Els diaris de l'època informaven que Cagney pretenia imitar conscientment l'estil cançó-i-dansa de Cohan, però interpreta la part normal de la pel·lícula en el seu propi estil. Encara que el director Curtiz era famós per ser dur, també donava una mica de llibertat als seus actors. Cagney i uns altres actors improvisaven una mica.
Encara que la pel·lícula omet el fet que Cohan es va divorciar i tornar a casar, per exemple, i s'agafa algunes llibertats amb la cronologia de la vida de Cohan, el conjunt és prou acurat, així com el vestuari, i els passos de dansa que són de l'època original. A aquest esforç va contribuir significativament un antic soci de Cohan, Jack Boyle, que coneixia bé les produccions originals. Boyle també va surtir a la pel·lícula en alguns dels grups que ballaven.

## Repartiment
- James Cagney: George M. Cohan
- Joan Leslie: Mary
- Walter Huston: Jerry Cohan
- Richard Whorf: Sam Harris
- Irene Manning: Fay Templeton
- George Tobias: Dietz
- Rosemary DeCamp: Nellie Cohan
- Jeanne Cagney: Josie Cohan
- Frances Langford: La cantant
- George Barbier: Erlanger
- S.Z. Sakall: Schwab

## Premis i nominacions

### Premis
- 1942: Oscar al millor actor per James Cagney
- 1942: Oscar a la millor banda sonora per Ray Heindorf i Heinz Roemheld
- 1942: Oscar al millor so per Nathan Levinson (Warner Bros. SSD)

### Nominacions
- 1942: Oscar al millor actor secundari per Walter Huston
- 1942: Oscar al millor director per Michael Curtiz
- 1942: Oscar al millor muntatge per George Amy
- 1942: Oscar a la millor pel·lícula
- 1942: Oscar al millor guió original per Robert Buckner